# Congrégation bénédictine brésilienne

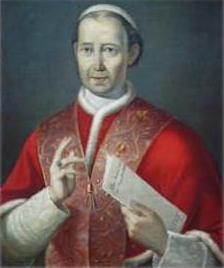
Portrait de Léon XII

La congrégation bénédictine brésilienne est une union d'abbayes et de prieurés du Brésil appartenant à la confédération bénédictine. Elle a été formée le 1er juillet 1827 par le bref apostolique Inter gravissimas curas de Léon XII et regroupe une trentaine de maisons.

## Liste des maisons
- Archi-abbaye Saint-Benoît (Bahia) (1582) 31 moines et 105 oblats séculiers
- Abbaye Notre-Dame-de-Grâces de Belo Horizonte (1949) 41 moniales et 70 oblates séculières
- Prieuré Saint-Benoît de Brasilia (1987) 11 moines et 16 oblats séculiers
- Abbaye Saint-Jean d'Abernéssia (Campos do Jordão) (1974) 28 moniales et 5 oblates séculières
- Prieuré Saint-Benoît de Mussurepe (Campos dos Goytacazes) (1700), dépendant de Rio de Janeiro
- Abbaye de Caxambu (1973) 13 moniales et 16 oblates séculières
- Prieuré de la Visitation (Fortaleza) (1994) 4 moniales et 1 oblate séculière, dépendant d'Olinda
- Prieuré Saint-Benoît de Garanhuns (1940) 11 moines
- Prieuré de Guajará-Mirim (1997) 5 moniales dépendant de Petrópolis
- Abbaye Notre-Dame-de-la-Paix d'Itapecerica da Serra (1974) 19 moniales et 2 oblates séculières
- Fraternité Deus conosco de João Pessoa (1970) 2 moniales, dépendant d'Olinda
- Prieuré de Juazeiro do Norte (1982) 17 moniales et 3 oblates séculières
- Abbaye de la Sainte-Croix de Juiz de Fora (1960) 25 moniales et 33 oblates séculières
- Monastère Saint-Benoît de Jundiaí (1668), dépendant de l'abbaye Saint-Benoît de Sao Paulo
- Abbaye d'Olinda (1586) 31 moines et 65 oblats séculiers
- Abbaye Notre-Dame-du-Mont d'Olinda (1963) 28 moniales
- Abbaye de Petrópolis (1925) 35 moniales et 60 oblates séculières
- Monastère de Prazeres (1656) (Montes Gurarapes 2 moines, dépendant de l'abbaye d'Olinda
- Prieuré de Rio Branco (1993) 4 moniales et 5 oblates séculières, dépendant de Juiz de Fora
- Abbaye Saint-Benoît de Rio de Janeiro (1590) 40 moines et 190 oblats séculiers
- Abbaye de Salvador de Bahia (1977) 18 moniales et 25 oblates séculières
- Monastère Notre-Dame-de-Grâces (1586), dépendant de l'archi-abbaye de Bahia
- Monastère Notre-Dame-de-Monserrat (1602), dépendant de l'archi-abbaye de Bahia
- Prieuré de Santa Rosa[Lequel ?] (1979) 6 moniales et 1 oblate séculière
- Prieuré de São Mateus (1994) 7 moniales et 21 oblates séculières
- Abbaye Sainte-Marie de São Paulo (1911) 21 moniales et 25 oblates séculières
- Abbaye Saint-Benoît de São Paulo (1598) 40 moines et 70 oblats séculiers
- Prieuré Saint-Benoît de Pouso Alegre (1957) 7 moines, dépendant de l'archi-abbaye de Bahia
- Monastère Saint-Benoît de Sorocaba (1660) 2 moines, dépendant de ND de l'Assomption de São Paulo
- Abbaye Notre-Dame-de-Gloire d'Uberaba (1948), 17 moniales et 30 oblates séculières